# ロッシュ (護衛駆逐艦)
|          | |
| 艦歴     | |
| 起工:    | 1943年10月21日                                                                                         |
| 進水:    | 1944年1月9日                                                                                           |
| 就役:    | 1944年2月21日                                                                                          |
| その後:  | 1945年9月22日に触雷                                                                                    |
| 除籍:    | 1946年6月5日                                                                                           |
| 性能諸元 | |
| 排水量:  | 基準：1,240トン、 満載：1,620トン                                                                      |
| 全長:    | 306 ft 0 in                                                                                            |
| 全幅:    | 36 ft 7 in                                                                                             |
| 吃水:    | 11 ft 8 in                                                                                             |
| 機関:    | ゼネラルモーターズ278A 16気筒ディーゼルエンジン 4基 2軸推進                                            |
| 最大速:  | 21ノット                                                                                               |
| 乗員:    | 士官15名 下士官兵201名                                                                                 |
| 兵装:    | 38口径5インチ砲2門 連装40mm対空砲2基 20mm対空砲10門 21インチ魚雷発射管3基 ヘッジホッグ1基、爆雷軌条2基 |

ロッシュ (USS Roche, DE-197) は、アメリカ海軍の護衛駆逐艦。キャノン級。艦名はミッドウェー海戦で戦死し、海軍十字章を受章したパイロットのデヴィッド・ジョン・ロッシュに因む。

## 艦歴
ロッシュは1943年10月21日にニュージャージー州ポート・ニューアークのフェデラル・シップビルディング・アンド・ドライドック社で1939年3月13日に起工する。1944年1月9日にキャリー・M・ロッシュ夫人によって命名、進水し、1944年2月21日にブルックリン海軍工廠で艦長ロバート・E・パーカー中尉の指揮下就役した。
バミューダでの公試後、1944年4月12日にニューヨークに帰還、4月21日にノーフォークに到着し、訓練艦としての任務に就く。ロッシュは5月12日まで訓練任務に従事した後、第63任務群に配属され、地中海に向かうUGS-42船団の護衛任務に就く。大船団は108隻の船と17隻の護衛艦から成り、無事に大西洋南方を横断し地中海へ進んだ。ドイツ空軍の勢力下に入り、船団は警戒態勢に入ったが、敵の攻撃に遭遇することなく6月2日にビゼルトに到着した。ロッシュは6月29日にニューヨークに帰還した。
メイン州カスコ湾で回復訓練を行った後、ロッシュは7月22日にノーフォークを出航し船団と共にビゼルトに向かう。ジブラルタルから曳航されるリバティ船の護衛としてドイツ潜水艦を回避し、9月9日にブルックリン海軍工廠に帰還するとオーバーホールに入る。10月14日に船団護衛任務でニューヨークを出航し、25日にイギリスのプリマスに到着した。1944年の冬から1945年の春にかけてロッシュは5度の船団護衛任務に従事した。1945年3月13日、サウサンプトンに向かう途中の大西洋上でロッシュは、陸軍の輸送艦マクアンドリュー (USAT McAndrew) とフランス航空母艦ベアルンの衝突事故で海に投げ出された11名を救助した。1945年5月、ロッシュは太平洋艦隊への配属命令を受け6月9日に回復訓練のためグアンタナモ湾に向けて出航した。7月1日にパナマ運河を通過、サンディエゴで補給を受け、乗員を乗せた後真珠湾に向かい、同地でさらなる訓練に従事した。8月8日にエニウェトク環礁に向けて出航し、その途中に日本の降伏を知る。8月16日にエニウェトク環礁に到着し、18日にウルシー環礁に向けて出航した。その後エニウェトク環礁に帰還し、ウェーク島に向かう進駐部隊を乗せた LCI-520 と LCI-761 を護衛した。帰還後、ロッシュは日本の降伏を確認していない日本軍潜水艦に対する警戒、対潜哨戒任務に従事した。
9月22日、ロッシュはフローレンス・ナイチンゲール (USS Florence Nightingale, AP-70) の護衛として東京湾に向かう。突如艦の後部で大爆発が起こり、再び爆発が続いた。艦は戦闘配置を行ったが、爆発は浮遊機雷によるものであった。船体後部の鋼材は大きく捻れたものの、修理班による迅速な処置で、付近の防水ハッチは全て閉じられ、防水を維持するため人為的に左舷に傾斜された。爆発により3名が死亡し、多くが負傷した。10名がフローレンス・ナイチンゲールに移乗させられ、ロッシュは ATR-35 によって牽引された。戦艦ミズーリ艦上で降伏調印が行われた15日後にロッシュは東京湾に入り、テラモン (USS Telamon, ARB-8) に係留された。
10月18日にロッシュは検査が行われ、修理を行うには費用がかかりすぎると判断された。ロッシュは廃棄処分が決定し、1946年3月11日に横須賀沖で海没処分された。ロッシュは1946年6月5日に除籍された。